# Virden, New Mexico
Virden är en ort i Hidalgo County i delstaten New Mexico, USA.